# هلا

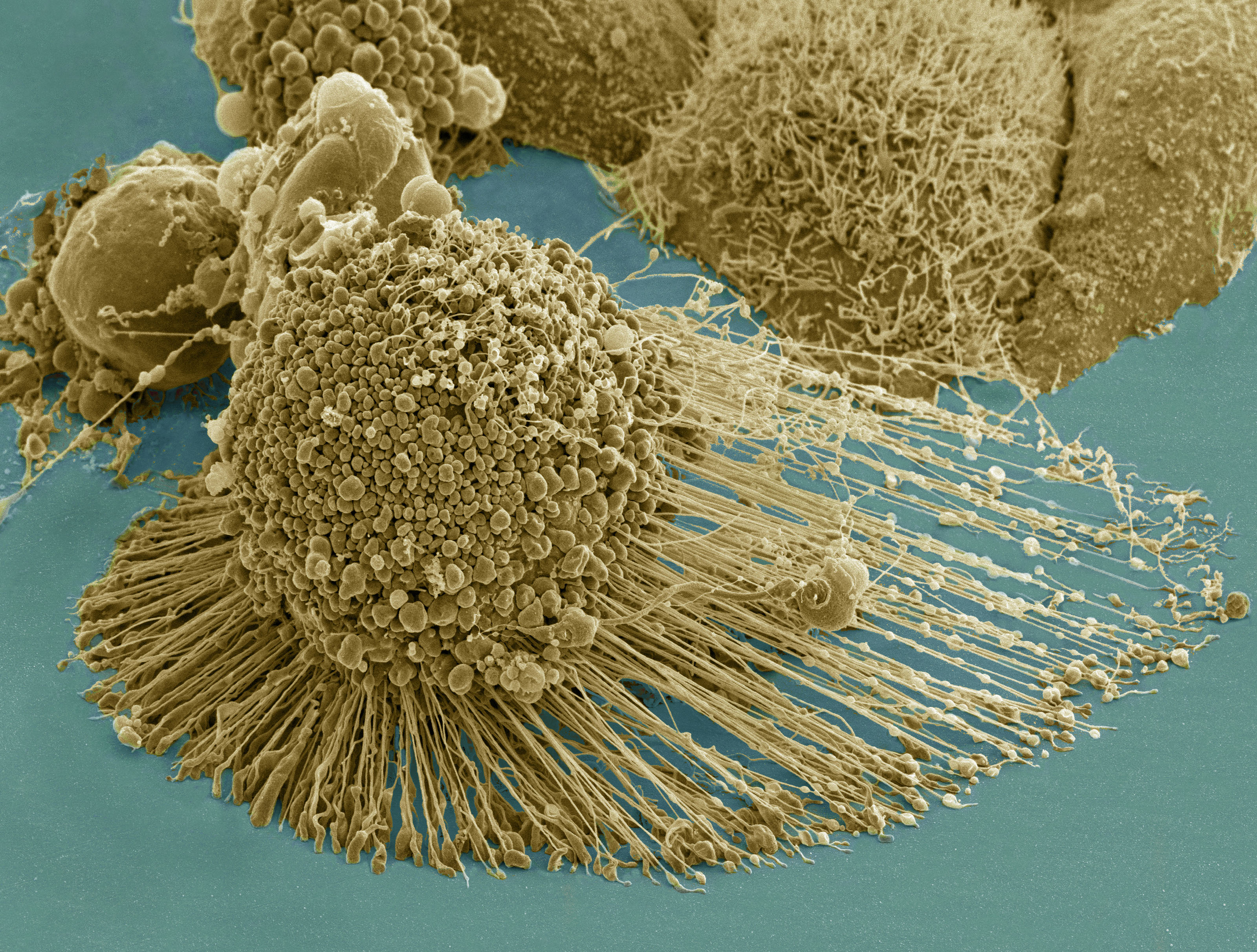
تصویر میکروسکوپ الکترونی نگاره از آپوپتوز یک سلول هلا. زایس مرلین HR-SEM.

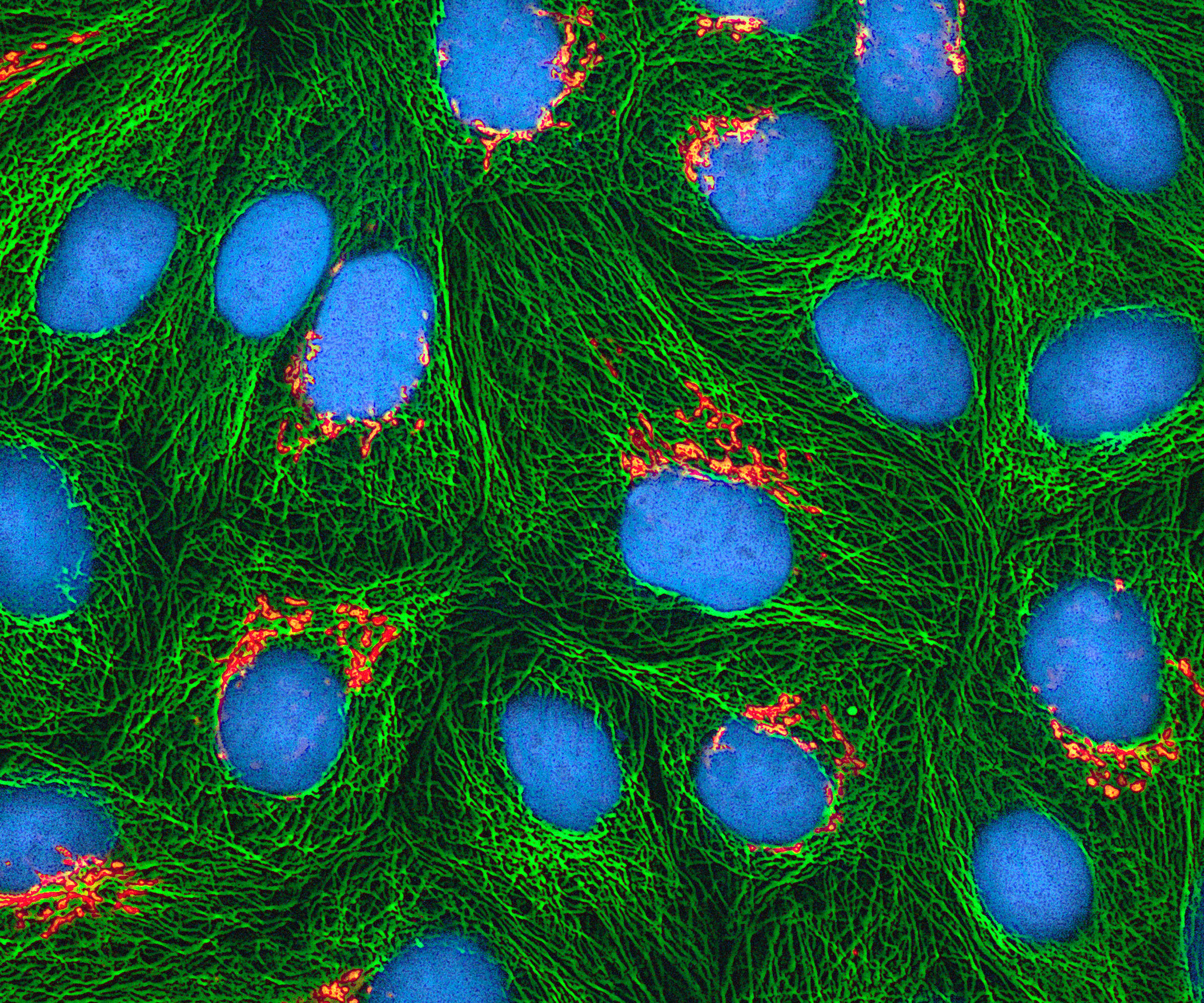
تصویر فلورسانس چند فوتونی از سلول‌های هلا در محیط کشت با پروتئین فلورسنت به قصد نمایش دستگاه گلژی (نارنجی) میکروتوبول (سبز) رنگ‌آمیزی شده در برابر دی‌ان‌ای (فیروزه‌ای). نیکون RTS2000MP

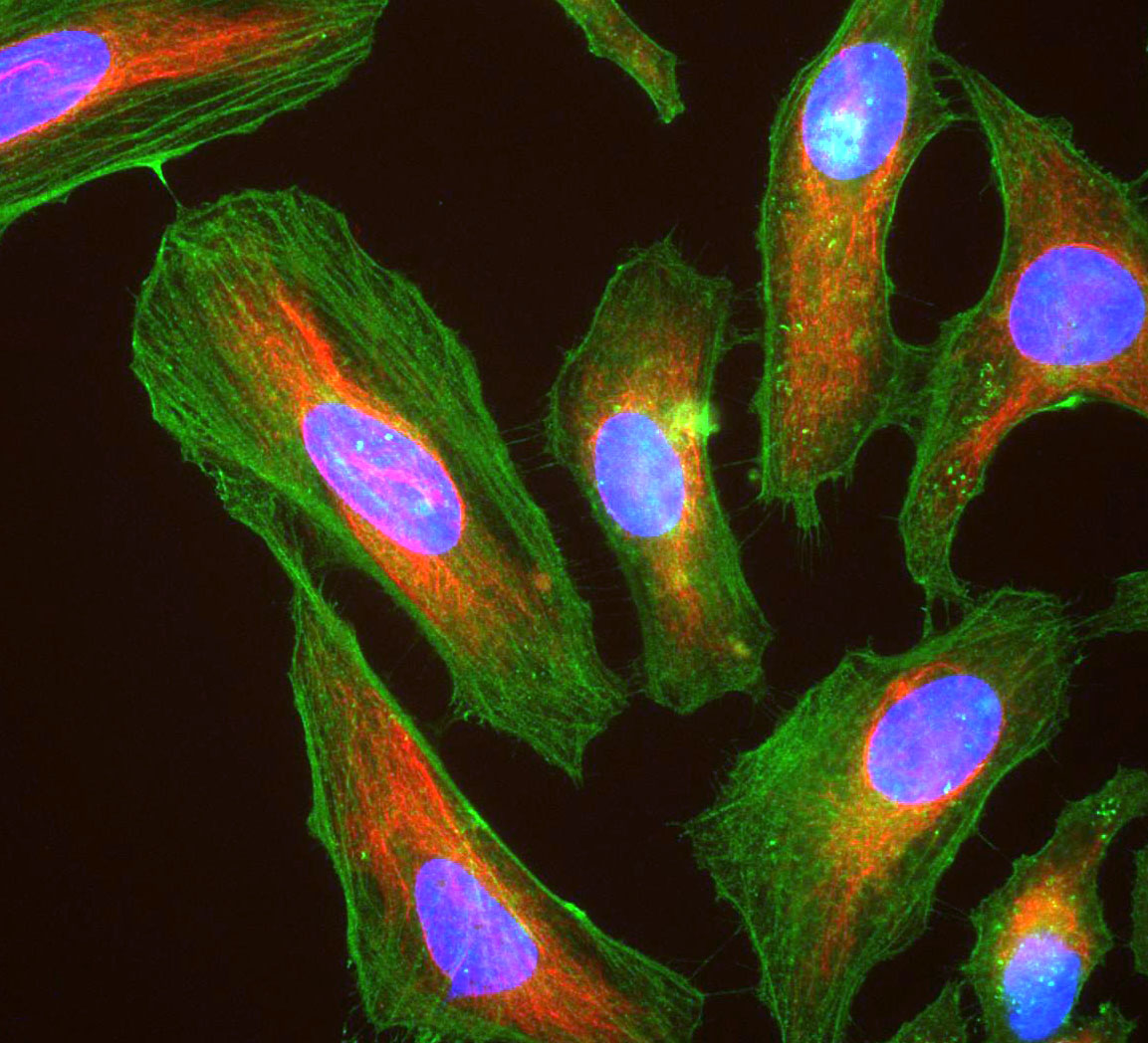
تصویر ایمونوفلورسانس از سلول‌های هلا در محیط کشت بافت و رنگ‌آمیزی با آنتی‌بادی. اکتین به رنگ سبز، ویمنتین قرمز و دی‌ان‌ای آبی

هلا (به انگلیسی: HeLa) رده‌ای از سلول‌های جاودانه شده است که در پژوهش‌های علمی مورد استفاده قرار می‌گیرد. این ردهٔ سلولی قدیمی‌ترین و معمول‌ترین ردهٔ سلولی مورد استفاده از انسان است که از سلول‌های سرطان دهانهٔ رحم در ۸ فوریهٔ ۱۹۵۱ مشتق شده‌است. بیمار فوق، هنریتا لکز، در نهایت به علت سرطان به تاریخ ۴ اکتبر ۱۹۵۱ درگذشت. این ردهٔ سلولی به شکل قابل ملاحظه‌ای با دوام و گسترش‌پذیر است که استفادهٔ گسترده از آن در تحقیقات علمی را تضمین می‌کند.
سلول‌های سرطانی بدون مجوز و رضایت لکز یا خانوادهٔ او از تومور دهانهٔ رحم گرفته شد. زیست‌شناس سلولی جورج اوتو گی دریافت که این سلول‌ها می‌توانند خارج از بدن در محیط کشت زنده بمانند. او یک سلول را جدا و با تقسیم سلولی و چند برابر کردن آن یک ردهٔ سلولی را بنا گذاشت (قبل از این، سلول‌های کشت شده از انسان‌های دیگر بیش از چند روز زنده نمانده و از این رو دانشمندان به‌جای انجام تحقیق واقعی تلاش بیشتری را صرف زنده نگه داشتن سلول‌ها می‌نمودند. به پیشنهاد دستیار آزمایشگاه گی برچسب «هلا»، دو حرف از ابتدای نام و نام خانوادگی بیمار برای نشانه‌گذاری محیط کشت انتخاب شد که در نهایت به عنوان نام این ردهٔ سلولی تثبیت شد.
این‌ها اولین سلول‌های انسانی رشد یافته در آزمایشگاه بوده که به‌طور طبیعی نامیرا تلقی می‌شدند. به این معنی که آن‌ها پس از مجموعه‌ای از تقسیمات سلولی پی‌درپی نمی‌میرند (یعنی دچار پیری سلولی نمی‌شوند). این سلول‌ها می‌توانند برای انجام بسیاری از آزمایش‌های پزشکی مورد استفاده قرار گیرند زیرا اگر این سلول‌ها بمیرند به سادگی با دور انداختن آن‌ها می‌توان آزمایش را مجدد بر روی سلول‌های تازه کشت‌شده انجام داد. این نشان‌دهندهٔ مزیت بزرگی در تحقیقات پزشکی و زیستی است چون همان‌طور که قبلاً اشاره شد زندگی سلول‌ها محدود بوده و تلاش و ممارست زیادی صرف کشت آن‌ها می‌شد.
محققی در بیمارستان دانشگاه مینه‌سوتا با تکیه بر رشد پایای سلول‌های هلا موفق به رشد پولیوویروس (عامل بیماری فلج اطفال) شد که در نهایت به کشف واکسن فلج اطفال انجامید و در سال ۱۹۵۲ جوناس سالک توانست با استفاده از این سلول‌ها واکسنی را برای پولیوویروس پیدا کند. برای آزمایش واکسن جدید، سلول‌ها در اولین کارخانهٔ تولید سلول به صورت انبوه تولید شدند.
در سال ۱۹۵۳ برای اولین بار سلول‌های هلا به عنوان اولین سلول‌های انسانی کلون شده و تقاضا برای سلول‌های سریع تکثیرشوندهٔ هلا در صنعت در شرف پیدایش زیست‌پزشکی به سرعت افزایش یافت. پس از اولین تولید انبوه سلولی این سلول‌ها در تحقیقات مختلفی شامل بیماری‌ها، تهیهٔ نقشهٔ ژنی، تأثیرات مواد سمی بر روی جانداران و پرتوها بر روی انسان توسط محققان مورد استفاده قرار گرفتند. علاوه بر این، سلول‌های هلا برای بررسی میزان حساسیت انسان به چسب، مواد آرایشی و سایر محصولات به کار برده شدند.
دانشمندان تاکنون بالغ بر ۵۰ تُن از سلول‌های هلا را تولید کرده و حدود ۱۱۰۰۰ زمینهٔ تحقیقاتی با استفاده از این سلول‌ها به ثبت رسیده‌است.
ردهٔ سلولی هلا اعتبار بدی در زمینهٔ حمله به سایر کشت‌های سلولی در محیط آزمایشگاهی دارند. برخی برآوردها حاکی از آن است که سلول‌های هلا ۱۰–۲۰ درصد از تمام رده‌های سلولی در حال استفاده را آلوده کرده‌اند.

## آنالیز

### تلومراز
ردهٔ سلولی هلا از سلول‌های مورد استفاده در تحقیقات سرطان است. این سلول‌ها حتی در مقیاس سلول‌های سرطانی نیز به سرعت عجیبی تکثیر می‌شوند. همانند بسیاری دیگر از سلول‌های سرطانی، سلول‌های هلا نسخهٔ فعالی از تلومراز طی تقسیمات سلولی دارند که از کاهش پیش‌روندهٔ اندازهٔ تلومر که بر پیری و مرگ نهایی سلول، مؤثر است جلوگیری می‌کند. بدین وجه، سلول‌ها حد هی فیلیک را شکسته، محدودهٔ تقسیم سلولی که قریب به اتفاق سلول‌های نرمال قبل از پیری متحمل می‌شوند و به رشد خود ادامه می‌دهند.

### تعداد کروموزوم
انتقال افقی ژن از ویروس پایپیلومای انسانی ۱۸ به سلول‌های دهانهٔ رحم انسان ژنوم سلول هلا را ساخته که از جهات بسیاری مثل تعداد کروموزومی متفاوت از ژنوم هنریتا لکز است. سلول‌های هلا سلول‌های سریع تکثیرشونده بوده و تعداد کروموزوم‌ها طی تشکیل سرطان و کشت سلولی متفاوت است. برآورد کنونی (به غیر از یک قطعهٔ کوچک) یک کروموزوم هایپرتریپلوئید (3n+) است که ۷۶ تا ۸۰ کروموزوم (در برابر ۴۶ کروموزوم دیپلوئید عادی) با ۲۲–۲۵ کروموزوم غیرعادی را تحت عنوان علامت محرز کروموزوم هلا نشان می‌دهد." این کروموزوم‌های نشانه می‌توانند از چندین کروموزوم اصلی مشتق شوند و شمارش آن را بر اساس شماره‌های اصلی سخت می‌کنند. کاریوتایپ انحرافی پایای این سلول‌ها نیز مورد توجه محققان قرار گرفته‌است.

## کتاب
سلول‌های هلا موضوع کتاب ربکا اسکلوت، زندگی جاودانهٔ هنریتا لکز است که بافت تاریخی ردهٔ سلولی و این‌که چه‌طور خانوادهٔ لکز درگیر استفاده از آن شدند را بررسی می‌کند.

## فیلم
در سال ۱۹۹۷ آدام کورتیس مستند «ادامه دهندهٔ راه بدن» را ساخت و نقش تاریخی سلول‌های هلا و اثراتش را بر جامعه و پزشکی توضیح داد.
شبکهٔ HBO در سال ۲۰۱۷ فیم زندگی جاودانهٔ هنریتا لکز را با بازی اُپرا وینفری، سیلویا گریس کریم، راکی کرول و رنی الیس گولدزبری در نقش هنریتا لکز را به صحنه برد. این فیلم بر اساس کتابی به همین نام نوشتهٔ ربکا اسکلوت ساخته شده‌است.